# 火口的两人
《火口的两人》（日语：火口のふたり）是2019年上映的日本电影，由荒井晴彦执导，柄本佑、泷内公美主演，改编自白石一文的同名小说。影片获得了电影旬报十佳奖最佳日本影片和横滨电影节最佳电影。